# Aphilopota immatura
Aphilopota immatura là một loài bướm đêm trong họ Geometridae.